# Chengbu
Der Autonome Kreis Chengbu der Miao (城步苗族自治县,  Chéngbù Miáozú Zìzhìxiàn) ist ein autonomer Kreis der Miao in der chinesischen Provinz Hunan. Er gehört zum Verwaltungsgebiet der bezirksfreien Stadt Shaoyang. Der Kreis hat eine Fläche von 2.620 km² und zählt 275.700 Einwohner (Stand: Ende 2018). Hauptort ist die Großgemeinde Rulin (儒林镇).

## Administrative Gliederung
Auf Gemeindeebene setzt sich der autonome Kreis aus sechs Großgemeinden und fünf Gemeinden zusammen. 